# Thanison Paibulkijcharoen
Thanison Paibulkijcharoen (thailändisch ธนิศร ไพบูลย์กิจเจริญ, * 19. Februar 2002 in Loei), auch als Phon bekannt, ist ein thailändischer Fußballspieler.

## Karriere

### Verein
Thanison Paibulkijcharoen erlernte das Fußballspielen in der Jugendmannschaft von Buriram United. Hier unterschrieb er am 1. Januar 2020 auch seinen ersten Profivertrag. Der Verein aus Buriram spielt in der ersten Liga, der Thai League. Im August 2021 wechselte er auf Leihbasis zum Zweitligisten Khon Kaen FC. Sein Zweitligadebüt für den Verein aus Khon Kaen gab Thanison Paibulkijcharoen am 5. September 2021 (1. Spieltag) im Heimspiel gegen den Customs Ladkrabang United FC. Hier stand er in der Startelf und wurde in der 67. Minute gegen den Serben Milan Bubalo ausgewechselt. Die Customs gewannen das Spiel 2:0. Am Ende der Saison 2021/22 musste er mit Khon Kaen als Tabellenvorletzter in die dritte Liga absteigen. Für den Verein aus Khon Kaen bestritt er 32 Zweitligaspiele. Nach der Ausleihe kehrte er zu Buriram zurück. Zu Beginn der Rückrunde 2022/23 wurde er vom Zweitligisten Ayutthaya United FC ausgeliehen. Für den Verein aus Ayutthaya bestritt er 15 Zweitligaspiele. Im Sommer 2023 wechselte er wieder auf Leihbasis zum Zweitligisten Chiangmai United FC. Ronnapee Chaicumde spielte von mindestens 2017 bis 2019 beim Lampang FC. Wo er vorher gespielt hat, ist unbekannt. Der Verein aus Lampang spielte in der zweiten thailändischen Liga, der Thai League 2. Die Hinrunde 2018 wurde er an den Erstligisten Ubon UMT United nach Ubon Ratchathani ausgeliehen. Hier kam er jedoch nicht zum Einsatz. 2020 wechselte er zum Ligakonkurrenten Chiangmai United FC nach Chiangmai. Im März 2021 feierte er mit Chiangmai die Vizemeisterschaft und den Aufstieg in die erste Liga. Nach einer Saison in der ersten Liga musste er mit Chiangmai nach der Saison 2021/22 wieder in die zweite Liga absteigen. Nach insgesamt 27 Ligaspielen für Chiangmai wurde sein Leihvertrag im Sommer 2024 nicht verlängert. Im Juni 2024 kehrte er nach Buriram zurück. Der Erstligist Nakhon Ratchasima FC lieh ihn die Saison 2024/25 aus. Für den Verein aus Nakhon Ratchasima bestritt er 28 Ligaspiele. Nach der Saison kehrte er im Sommer 2025 nach Buriram zurück.

### Nationalmannschaft
Thanison Paibulkijcharoen spielt seit 2023 für die thailändische U23-Nationalmannschaft.